# Indiuk
Indiuk  (del ruso: Индю́к) es un seló del raión de Tuapsé del krai de Krasnodar, en el sur de Rusia. Está situado en las estribaciones meridionales del extremo oeste del Cáucaso Occidental, en la desembocadura del río Chilipsi en el río Tuapsé, 19 km al nordeste de Tuapsé y 93 km al sur de Krasnodar, la capital del krai. Tenía 835 habitantes en 2010.
Pertenece al municipio Gueórguiyevskoye.

## Historia
La localidad fue registrada en 1923. Su nombre deriva del monte Indiuk (856 m), a cuyos pies se halla la población.

## Transporte
Cuenta con una plataforma ferroviaria en la línea Tuapsé-Krasnodar. Por la localidad pasa la carretera R254 Maikop-Tuapsé.